# Carleton County
Carleton County (französisch Comté de Carleton) ist ein County in der kanadischen Provinz New Brunswick. Benannt wurde das County nach Thomas Carleton, erster Vizegouverneur der britischen Kolonie New Brunswick. Es umfasst ein Areal von 3312,72 km². Die Einwohnerzahl war in den letzten Jahren rückläufig. Sie betrug im Jahr 2016 26.220.

## Lage
Das County befindet sich im zentralen Westen der Provinz. Es grenzt im Westen an den US-Bundesstaat Maine. Der Fluss Saint John River durchfließt das Gebiet in südlicher Richtung.

## Verwaltungsgliederung

### Städte und Gemeinden
Es gibt 5 Gemeinden im Carleton County:
| Name                  | Status  | Fläche km2 | Einwohnerzahl 2016 | Parish    |
| --------------------- | ------- | ---------- | ------------------ | --------- |
| Bath                  | Village | 2,00       | 476                | Kent      |
| Centreville           | Village | 2,67       | 557                | Wicklow   |
| Florenceville-Bristol | Town    | 15,62      | 957                | Simonds   |
| Hartland              | Town    | 9,45       | 947                | Brighton  |
| Woodstock             | Town    | 14,65      | 5228               | Woodstock |

### Indianerreservate
Im Carleton County befindet sich ein Reservat:
| Name         | Fläche km2 | Einwohnerzahl 2016 | Parish    |
| ------------ | ---------- | ------------------ | --------- |
| Woodstock 23 | 1,80       | 327                | Woodstock |

### Parishes
Das County ist in 11 Parishes unterteilt:
- Aberdeen Parish
- Brighton Parish
- Kent Parish
- Northampton Parish
- Peel Parish
- Richmond Parish
- Simonds Parish
- Wakefield Parish
- Wicklow Parish
- Wilmot Parish
- Woodstock Parish